# The Conspirators (film 1914)
The Conspirators è un cortometraggio muto del 1914 diretto da Marshall Farnum. Prodotto dalla Selig Polyscope Company, su un soggetto di Robert Gage, il film aveva come interpreti Jack Nelson, Alma Russell, Walter Roberts.

## Produzione
Il film fu prodotto dalla Selig Polyscope Company.

## Distribuzione
Distribuito dalla General Film Company, il film - un cortometraggio in una bobina - uscì nelle sale cinematografiche statunitensi il 27 gennaio 1914.